# Hajdukovo
Hajdukovo (v srbské cyrilici Хајдуково, maďarsky Hajdújárás) je vesnice na severu Srbska, při maďarsko-srbské hranici. Administrativně spadá pod opštinu Subotica. V roce 2011 mělo 2313 obyvatel, téměř 90 % z nich je maďarské národnosti.
Vesnice má i vlastní nádraží na trati Subotica-Szeged. Severně od ní se nachází dálnice spojující Bělehrad s Budapeští.
Hajdukovo se nachází severně od zvláštní přírodní rezervace Ludoské jezero. V její blízkosti se nachází archeologické naleziště Pereš a Salaš na Nosi, kulturní památka původem z 20. století.